# 大平一里塚

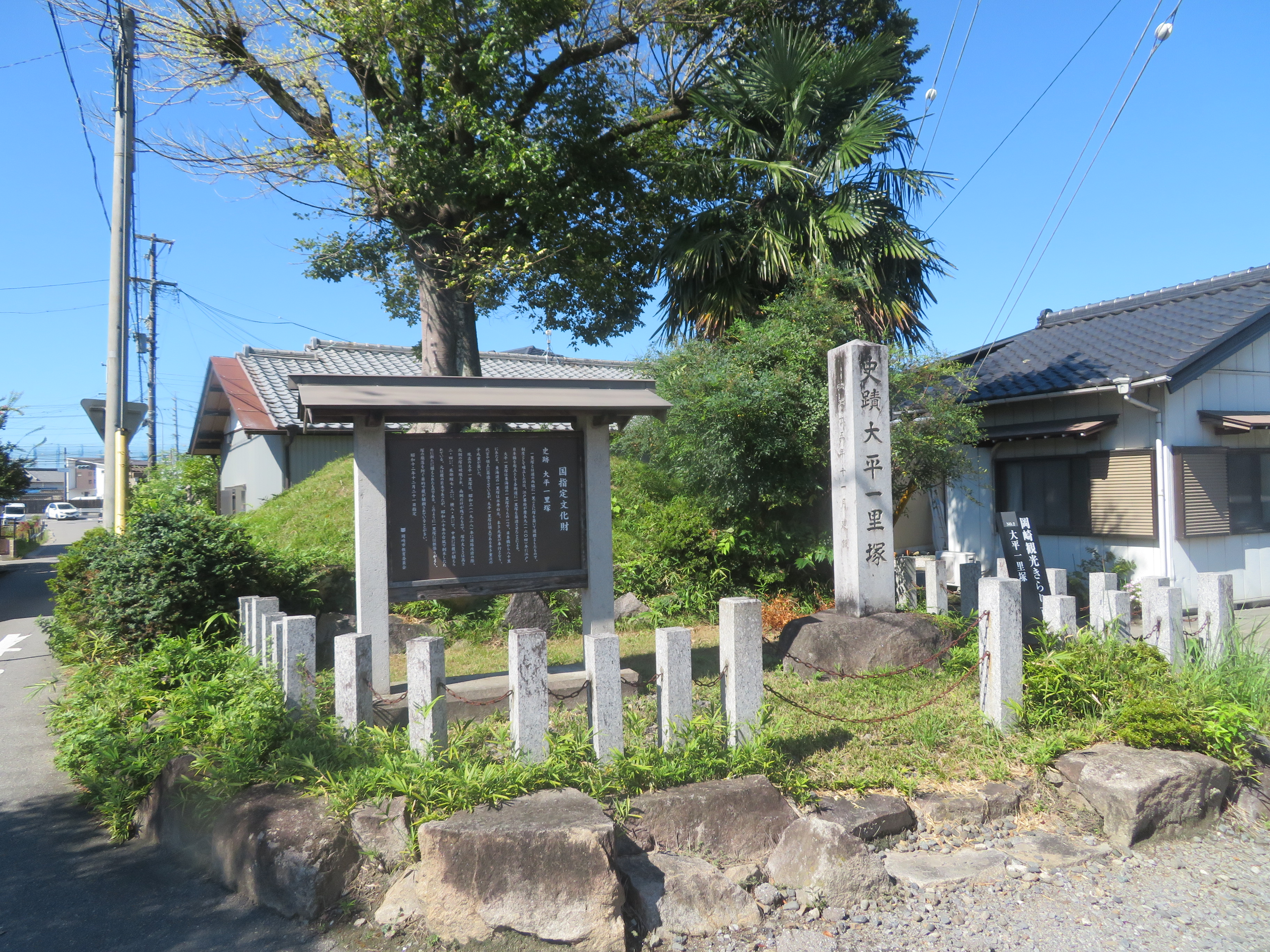
大平一里塚

大平一里塚（おおひらいちりづか）は、愛知県岡崎市大平町にある、旧東海道の一里塚。1937年（昭和12年）12月21日、国の史跡に指定された。

## 概要
大平一里塚は西大平を領していた本多重次の嫡男本多成重が築いた。1928年（昭和3年）道路改修の際北側の塚は破壊され、南側だけが残った。塚の大きさは高さ2.4メートル、底部縦7.6メートル、横8.5メートルの菱形である。
中央には樹齢350年のエノキが茂り、代表的な一里塚の景観を残していたが、1953年（昭和28年）の台風で倒木し、現在は二代目の若榎が樹勢よくのびて風情を保っている。塚は周囲の石垣も崩れて荒れていたが、1970年（昭和45年）、塚のまわりに高さ1メートルの石垣をめぐらせ、鎖で囲み、内部には玉石を敷きつめて整備された。
江戸時代には、南塚の前に石垣を積んで柵をめぐらし、高札を立てることがあり、高札場と呼んだ。また、参勤交代のため諸大名の通過があるたびに、藩から使者をここに差し出し、上りには北側、下りには南側に控えて送迎の礼をさせたので、御使者場ともいわれた。

## 交通アクセス
- 名鉄バス「大平西町」バス停下車、徒歩ですぐ